# توروک‌که‌ها

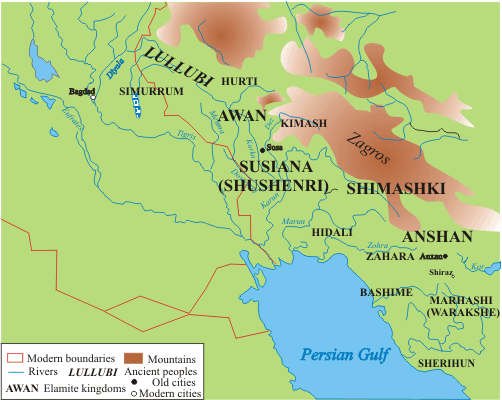
نقشه بین النهرین و جنوب غربی ایران در هزاره دوم قبل از میلاد. اعتقاد بر این است که توکری‌ها در این دوره بلافاصله در شمال لولوبی (مرکز نقشه) قرار گرفته‌اند.

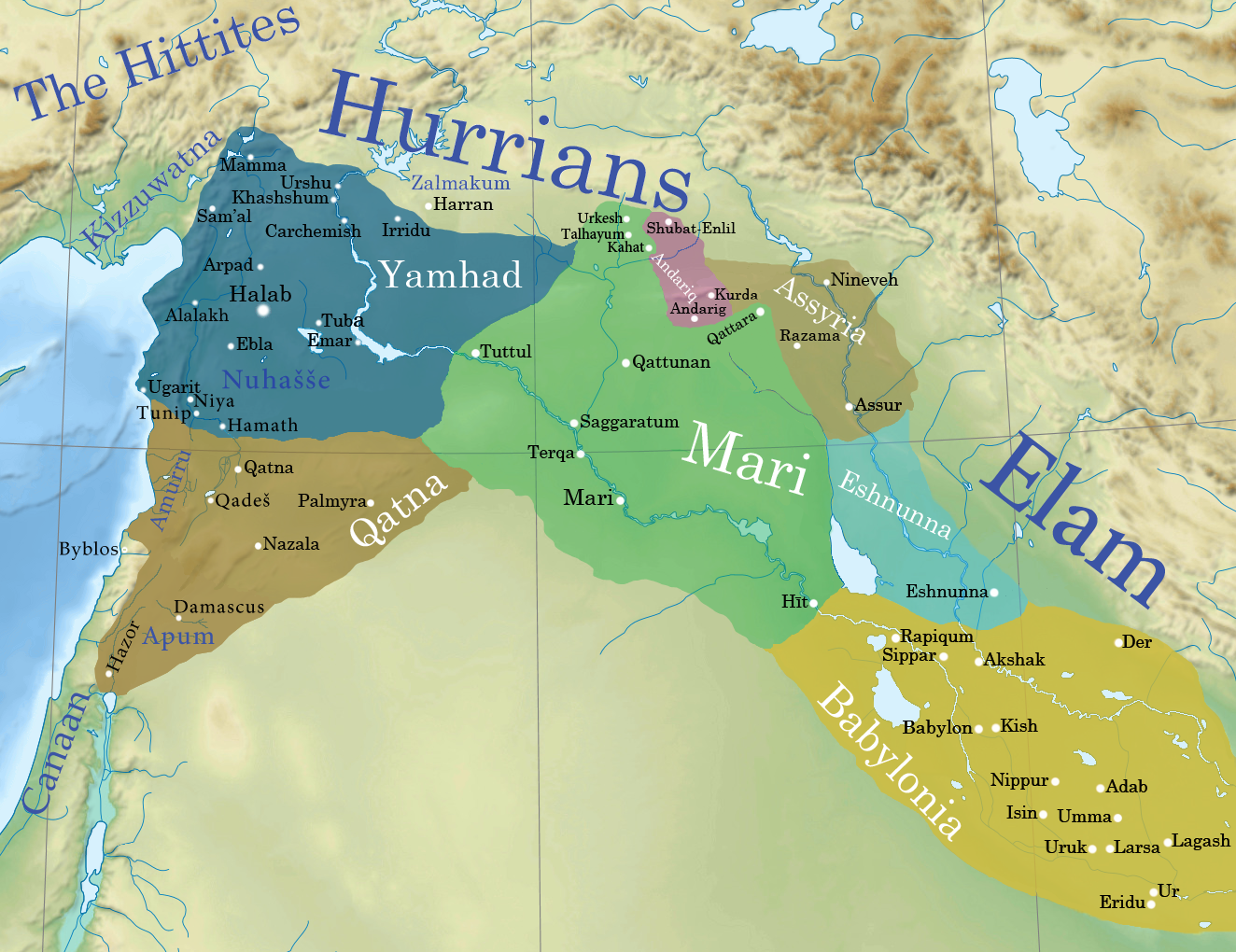
نقشه نشانگر وضعیت سیاسی پیرامون آشور در نزدیکی دیگر قدرت‌های بزرگ معاصر منطقه قبل از فتوحات شمشی-ادد یکم

توروککه‌ها مردمانی ساکن خاور نزدیک باستان در شمال باختری ایران بودند و در عصر برنز می‌زیستند. سکونت‌گاه اصلی ایشان -که توروک‌کوم خوانده‌می‌شد- در حوزهٔ دریاچه ارومیه و شمال باختری رشته‌کوه زاگرس بود. دربارهٔ تبار آنان به نظر می‌رسد که ایشان با وجود تأثیراتی از سامی‌های خاوری وابسته به هوری‌ها بوده‌باشند (هوریانی‌ها یا هوری‌ها یا هوریت‌ها مردم باستانی شمال میان رودان از کوه‌های زاگرس تا سوریه بودند، که در هزاره سوم پیش از میلاد در این منطقه ظهور یافتند. آگاهی بسیار کمی از هوریانی‌ها نسبت به دیگر تمدن‌های خاور نزدیک در دست می‌باشد. با این وجود این تمدن از مهم‌ترین و تأثیر گذارترین تمدن‌های کهن خاور نزدیک می‌باشد. در الواح آشوری به توروکه‌که‌ها اشاره شده و گفته شده به دلیل جنگاوری قوم توروکه‌که آشوریان در امان نبودند و توروکه‌که‌ها پس از متحد شدن دیگر اقوام علیه توروکه‌که‌ها سرانجام به عقب رانده شدند؛نام‌های هندو آریایی سلسله‌ها و سرکرده‌های این اقوام هویت هندو آریایی آنان را آشکار می‌سازد. به نظر می‌رسد مهاجرین هندو آریایی از شمال شرق این منطقه به آن وارد شده و پس از تضعیف دولت‌های سامی در سده پانزدهم پیش از میلاد از طریق حکومت میتانی در شمال میانرودان به قدرت سیاسی دست یافتند.

## ریشه نام
نام آن‌ها گاهی به عنوان توکری بازسازی می‌شود. پادشاه بابل، حمورابی (در حدود ۱۷۹۲ تا ۱۷۵۲ پیش از میلاد) در کتیبه‌هایی به پادشاهی توکریچ اشاره می‌کند. اشاره‌های قابل توجهی در مورد آن‌ها وجود دارد و در کنار گوتیان، سوبارتو (Subartu) و ایلام از آن‌ها یاد می‌شود. متون دیگر از همان دوره از پادشاهی Tukru یاد می‌کنند. در اوایل هزاره اول قبل از میلاد، نام‌هایی مانند Turukkum , Turukku و ti-ru-ki-i برای همان منطقه استفاده می‌شود. به معنای وسیع تر، از اسامی مانند Turukkaean به صورت کلی استفاده شده‌است که به معنای «مردم کوهستان» (mountain people) یا «ارتفاع نشینان یا ساکنان ارتفاعات» (highlanders) می‌باشد. به بیان دیگر منظور از عبارت توروک‌که‌ها به‌طور غالب، مردم کوهستان می‌باشد.
گفته می‌شود توکرو یا توروکوم لبه شمال شرقی بین‌النهرین و قسمت مجاور کوه‌های زاگرس (عراق و ایران امروزی) را دربر گرفته‌است. به ویژه، آن‌ها با حوضه دریاچه ارومیه و دره‌های شمال غربی زاگرس همراه بودند؛ بنابراین آن‌ها در شمال لولوبی باستان قرار داشتند و حداقل یک متن نئو آشوری (قرن نهم تا هفتم قبل از میلاد مسیح) از کل منطقه و مردمان آن به عنوان «لولوبی-توروکی» یاد می‌کند.

## نوع زندگی و زبان
با توجه به تاخت‌وتازهای ایشان به شمال میانرودان به‌احتمال اینان قبایلی بودند که زندگی نیمه‌شبانی داشته‌اند. از شواهد به دست آمده از تل شمشاره اطلاعاتی از سامانهٔ سیاسی ایشان به دست آمده‌است که برمی‌آید که شامل اتحادی از قبیله‌ها و مراکز قدرت با ریاست موروثی بوده‌است. گویا مهمترین قدرت توروک‌که‌ها پادشاهی ایتابلوم بوده‌باشد. وجود اینان تهدیدی دائمی برای امپراتوری آشور باستان بود.
توروک‌که‌ها در زمان سلطنت شمشی-ادد یکم (Shamshi-Adad I) (۱۸۱۳ تا ۱۷۸۲ پیش از میلاد) و پسرش و جانشین او ایشمه داگان (Ishme-Dagan) (۱۷۸۱ پیش از میلاد) توسط امپراتوری آشور قدیمی به عنوان یک تهدید همیشگی تلقی می‌شد. بنا بر گزارش‌ها، توروک‌که‌ها شهر مردامان (Mardaman) را در حدود سال ۱۷۶۹/۶۸ پیش از میلاد تصرف کردند. شکست بابل از توروک‌که‌ها در ۳۷ امین سال سلطنت حمورابی جشن گرفته شد (وفات ۱۷۷۳ پیش از میلاد).
از نظر ویژگیهای فرهنگی و زبانی، در مورد توکری چیز کمی شناخته شده‌ است. آن‌ها به عنوان یک قبیله کوهستانی نیمه عشایری توصیف می‌شوند که پوست جانوران را می‌پوشیدند. برخی از پژوهشگران باور دارند که شاید آن‌ها هوری زبان (هوری‌ها) بوده‌اند یا تابع نخبگان هوری بودند که با یک زبان هندواروپایی منقرض شده صحبت می‌کردند.

## فرهنگ و جامعه

### ساختار سیاسی
یافته‌های باستان‌شناسی از تل شمشاره نشان می‌دهد که توروک‌که‌ها دارای:
- سیستم سیاسی مبتنی بر اتحاد قبایل
- رهبری موروثی
- پادشاهی محلی به نام ایتابلوم

بوده‌اند.

## تاریخ سیاسی

### روابط با آشور
توروک‌که‌ها در دوران حکومت شمشی‌ادد یکم (۱۸۱۳–۱۷۸۱ پ.م) به عنوان یکی از دشمنان اصلی آشور شناخته می‌شدند. منابع آشوری از حملات مکرر این قوم به مناطق شمالی میان‌رودان گزارش داده‌اند.

### جنگ با بابل
در سال ۱۷۷۳ پ.م (مطابق با سال ۳۷ حکومت حمورابی)، توروک‌که‌ها توانستند بابلی‌ها را شکست دهند. این واقعه در متون بابلی ثبت شده‌است.

## نابودی
این منطقه سرانجام حدود سال ۱۷۶۰ پیش از میلاد توسط حمورابی تسخیر می‌شود و پس از آن توروک‌که‌ها از تاریخ ناپدید می‌شوند و بدون شک در توده زیاد جمعیت هوری‌ها ادغام می‌شوند. پس از آن‌ها هوری‌ها در این منطقه غالب می‌شوند.